# Sébastien Jouve
Sébastien Jouve (Mont-Saint-Aignan, 8 de diciembre de 1982) es un deportista francés que compitió en piragüismo en la modalidad de aguas tranquilas.
Ganó nueve medallas en el Campeonato Mundial de Piragüismo entre los años 2009 y 2015, y tres medallas en el Campeonato Europeo de Piragüismo entre los años 2012 y 2014.

## Palmarés internacional
| Campeonato Mundial | Campeonato Mundial          | Campeonato Mundial | Campeonato Mundial |
| Año                | Lugar                       | Medalla            | Competición        |
| ------------------ | --------------------------- | ------------------ | ------------------ |
| 2009               | Dartmouth (Canadá)          | Medalla de plata   | K4 1000 m          |
| 2009               | Dartmouth (Canadá)          | Medalla de bronce  | K1 4 × 200 m       |
| 2010               | Poznań (Polonia)            | Medalla de oro     | K2 200 m           |
| 2010               | Poznań (Polonia)            | Medalla de oro     | K4 1000 m          |
| 2011               | Szeged (Hungría)            | Medalla de oro     | K2 200 m           |
| 2013               | Duisburgo (Alemania)        | Medalla de bronce  | K2 500 m           |
| 2014               | Moscú (Rusia)               | Medalla de plata   | K1 4 × 200 m       |
| 2014               | Moscú (Rusia)               | Medalla de bronce  | K2 200 m           |
| 2015               | Milán (Italia)              | Medalla de bronce  | K2 200 m           |
| Campeonato Europeo |                             |                    |                    |
| Año                | Lugar                       | Medalla            | Competición        |
| 2012               | Zagreb (Croacia)            | Medalla de oro     | K2 500 m           |
| 2013               | Montemor-o-Velho (Portugal) | Medalla de bronce  | K2 200 m           |
| 2014               | Brandeburgo (Alemania)      | Medalla de plata   | K2 500 m           |